# Lunarno morje
Lunina morja ali maria so velike, temne, bazaltne ravnine na Luni, ki jih je oblikovala lava, ki je tekla v stare udarne kotline. Zgodnji astronomi so jih poimenovali morja, saj so jih zamenjali za dejanska morja. So manj odbijajoča od »višavij« zaradi svoje sestave, bogate z železom in tako za prosto oko delujejo temno. Morja predstavljajo okrog 16 % Lunine površine, večinoma na bližnji strani Lune. Nekaj morij na daljni strani Lune je veliko manjših in so večinoma v zelo velikih kraterjih. Tradicionalna nomenklatura za Luno vključuje tudi en ocean (oceanus), pa tudi jezera (lacus), močvirja (palus) in zalive (sinus). Slednji tri so manjši od morij, vendar imajo isto naravo in značilnosti.
Imena morij se nanašajo na morske značilnosti (Mare Humorum, Mare Imbrium, Mare Insularum, Mare Nubium, Mare Spumans, Mare Undarum, Mare Vaporum, Oceanus Procellarum, Mare Frigoris), morske lastnosti (Mare Australe, Mare Orientale, Mare Cognitum, Mare Marginis), ali stanja uma (Mare Crisium, Mare Ingenii, Mare Serenitatis, Mare Tranquillitatis). Mare Humboldtianum in Mare Smythii so določili preden je bila sprejeta končna nomenklatura in ne sledita temu vzorcu. Ko je Luna 3 odkrila Mare Moscoviense in je Sovjetska zveza predlagala ime, je Mednarodna astronomska zveza to sprejela šele z utemeljitvijo, da je Moskva stanje uma.

## Starost
Starosti morskih bazaltov so bile določene tako z neposredno raidometričnim datiranjem, kot tudi s tehniko štetja kraterjev. Radiometrične starosti segajo od okrog 3,16 do 4,2 mrd let, medtem ko so najmlajše starosti določene s štetjem kraterjev stare okrog 1,2 mrd let. Ne glede na to naj bi večina bazaltov izbruhnila med 3 in 3,5 mrd let nazaj. Nekaj bazaltnih izbruhov, ki so se zgodili na oddaljeni strani, je starih, medtem kot so najmlajši tokovi v Oceanus Procellarum na bližnji strani. Večina bazaltov je izbruhnila v, ali je tekla v nizko ležeče kotline, največja širjava vulkanskih enot, Oceanus Procellarum, pa ne ustreza nobeni znani udarni kotlini.

## Porazdelitev bazaltov
Obstaja več pogostih zmot glede prostorske porazdelitve morskih bazaltov.
1. Ker veliko morskih bazaltov napolnjuje nizko ležeče udarne kotline, se je včasih predpostavljalo, da je sam dogodek trka na nek način sprožil vulkanski izbruh. Trenutni podatki pravzaprav temu ne oporekajo, čeprav čas in dolžina morskega vulkanizma v več kotlinah meče na to senco dvoma. Za prvotni morski vulkanizem se na splošno zdi, da se je začel v 100 mio letih odkar se je oblikovala kotlina.[6] Čeprav se je tem avtorjem zdelo, da je 100 mio let dovolj dolgo obdobje, da se je korelacija med udarcem in vulkanizmom zdela malo verjetna, so s tem argumentom težave.[navedi vir]  Avtorji tudi poudarjajo, da so najstarejši in najgloblji bazalti v vsaki kotlini najverjetneje zakopani in nedosegljivi, kar povzroča pristranskost pri vzorčenju.
2. Obstajajo predlogi, da gravitacijsko polje na Zemlji lahko prednostno dovoli izbruhe na bližnji strani Lune, ne pa na oddaljeni. Vendar je v referenčnem okviru, ki rotira z Luno, centrifugalni pospešek, ki ga doživlja Luna, točno enak in nasproten gravitacijskemu pospešku na Zemlji. Tako ni neto sile usmerjene proti Zemlji. Zemljina bibavica učinkuje tako, da deformira obliko Lune, vendar je ta oblika podaljšani elipsoid z visokimi točkami na sub- in anti-Zemljinih točkah. Kot analogija, na Zemlji sta vsak dan dve plimi in ne ena.

1. Ker so morske bazaltne magme gostejše od materialov zgornje skorje, so bazaltni izbruhi na lokacijah z nižjo višino, kjer je skorja tanjša, verjetnejši. Toda na oddaljeni strani Lune v kotlini Južnega pola so najnižje višine na Luni, vendar je zelo skromno napolnjeno z bazaltnimi lavami. Poleg tega naj bi bila debelina skorje pod to kotlino veliko manjša kot pod Oceanus Procellarum. Debelina skorje bi lahko uravnavala količino bazaltnih lav, ki dosežejo površino, vendar debelina skorje sama zase ne more biti edini dejavnik pri nadzoru porazdelitve morskih bazaltov.[7]
2. Pogosto se predpostavlja, da je med sinhronično rotacijo Lune in Zemlje ter morskimi bazalti nekakšna povezava. Toda gravitacijski navori, ki vodijo v bibavično upočasnjevanje vrtenja se pojavijo šele iz sil nepremičnosti telesa (te so neposredno povezane s sferično harmoničnimi izrazi gravitacijskega polja druge stopnje) in morski bazalti težko prispevajo k temu (glej tudi sočasno vrtenje). (Hemisferične strukture ustrezajo harmonični stopnji 1 in ne prispevajo k momentom nepremičnosti). Poleg tega se za bibavično upočasnjevanje vrtenja predpostavlja, da se zgodi hitro (v nekaj tisoč letih), medtem ko je večina morskih bazaltov izbruhnila okrog eno milijardo let pozneje.

Razlog, zakaj se večina morskih bazaltov pojavlja na bližnji strani Lune, je še vedno predmet razprav v znanstveni skupnosti. Na podlagi podatkov, pridobljenih z odpravo Lunar Prospector, je velik delež Luninega inventarja elementov, ki proizvajajo toploto (v obliki KREEP), v regijah Oceanus Procellarum in Mare Imbrium, unikatni geokemični pokrajini, katero zdaj imenujemo Procellarum KREEP Terrane. Krepitev proizvodnje toplote v Procellarum KREEP Terrane je skoraj zagotovo povezna s tamkajšnjo dolžino in intenzivnostjo vulkanizma, vendar ni soglasja glede mehanizma, s katerim je KREEP postal skoncentriran v tej regiji.

## Kemična sestava
Z zemeljskimi klasifikacijskimi shemami so vsi morski bazalti klasificirani kot toleitični, vendar so bile izumljene specifične podklasifikacije za nadaljnji opis populacije Luninih bazaltov. Morski bazalti so na splošno združeni v tri serije, glede na svojo glavno kemijo elementov: visoki-Ti bazalti, nizki-Ti bazalti in zelo nizki-Ti bazalti. Na podlagi vzorcev odprav Apollo je obstajalo prepričanje, da so te tri skupine različne, vendar globalni oddaljeno zaznavni podatki z odprave Clementine kažejo, da obstaja kontinuum titanovih koncentracij med končnimi člani in da je visoka koncentracija titana najredkejša. Izobilje TiO2 lahko za morske bazalte doseže do 15 wt.%, medtem ko ima večina Zemljinih bazaltov izobilja veliko manj od 4 wt.%. Posebna skupina Luninih bazaltov so KREEP bazalti, ki so nenormalno bogati v kaliju (K), redkih zemljinah (REE) in fosforju (P). Velika razlika med Zemljinimi in Luninimi bazalti je skoraj celovita odsotnost vode v katerikoli obliki Luninih bazaltov. Lunini bazalti ne vsebujejo nobenih vodikovih mineralov, kot so amfiboli in filosilikati, ki so pogosto v zemeljskih bazaltih zaradi sprememb ali metamorfoze.